# 薛氏犁头鳐
薛氏琵琶鱝（學名：Rhinobatos schlegelii），又稱許氏琵琶鱝，俗名飯匙鯊，是犁頭鰩科的一個種，被IUCN列為極危保育類動物。

## 分布
本魚分布於西太平洋區，包括日本、韓國、台灣、中國、越南、泰國、印尼、澳洲等海域。

## 深度
水深5至230公尺。

## 特徵
本魚吻近三角形，先端鈍或尖銳。胸鰭基底向前伸展不達吻端。吻長約為口裂寬2又3/4至3倍，噴水孔間隔為寬之2又1/3至3倍。吻軟骨二分枝在前端略形分隔。背部中央線之顆粒狀突起僅存痕跡。背面褐色無斑紋，吻側和腹面淡色，吻的前部腹面具黑色斑紋。體長可達100公分。

## 生態
本魚棲息於近海沙泥底質水域，屬肉食性，以小魚和甲殼類為食，卵胎生。

## 經濟利用
食用魚，魚鰭可做魚翅，魚肉可做生魚片或其他料理。